# دارين حداد
دارين حداد (24 أبريل 1980 )، ممثلة تونسية 

## عن حياتها
سافرت في عام 2011 إلى مصر ودرست في مدرسة خاصة بالتمثيل فزارهم النجم العربي عادل إمام ولفتت نظره في التمثيل فقدمها لابنه المخرج رامي إمام الذي أسند لها دور في مسلسل (فرقة ناجي عطا الله) في سنة 2012.

## أعمالها

### الأفلام
- 2014: الفيل الأزرق [3]
- 2015: سعيكم مشكور يا برو
- 2016: حملة فريزر
- 2018: علي بابا
- 2022: فارس
- 2023: جروب الماميز

### المسلسلات
- 2010: دار الخلاعة
- 2012: فيرتيجو
- 2012: زي الورد
- 2012: فرقة ناجي عطا الله
- 2013: في غمضة عين
- 2016: نوايا بريئة
- 2016: نصيبي وقسمتك
- 2016: أبو البنات
- 2016: الأسطورة [4][5]
- 2017: بين عالمين [6][7]
- 2020: سوق الحرير
- 2021: ستات بيت المعادي
- 2021: الجاسوس
- 2022: بابلو
- 2025: المداح اسطورة العهد

### المسرحيات
- 2019: مسرح مصر (ضيفة)

## وصلات خارجية
- دارين حداد على موقع IMDb (الإنجليزية)
- دارين حداد على موقع قاعدة بيانات الأفلام العربية
- دارين حداد على موقع ألو سيني (الفرنسية)
- دارين حداد على موقع قاعدة بيانات الفيلم (الإنجليزية)
- دارين حداد على موقع ليتربوكسد (الإنجليزية)